# BYD M3
BYD M3 – samochód osobowo-dostawczy klasy kompaktowej produkowany pod chińską marką BYD od 2014 roku.

## Historia i opis modelu

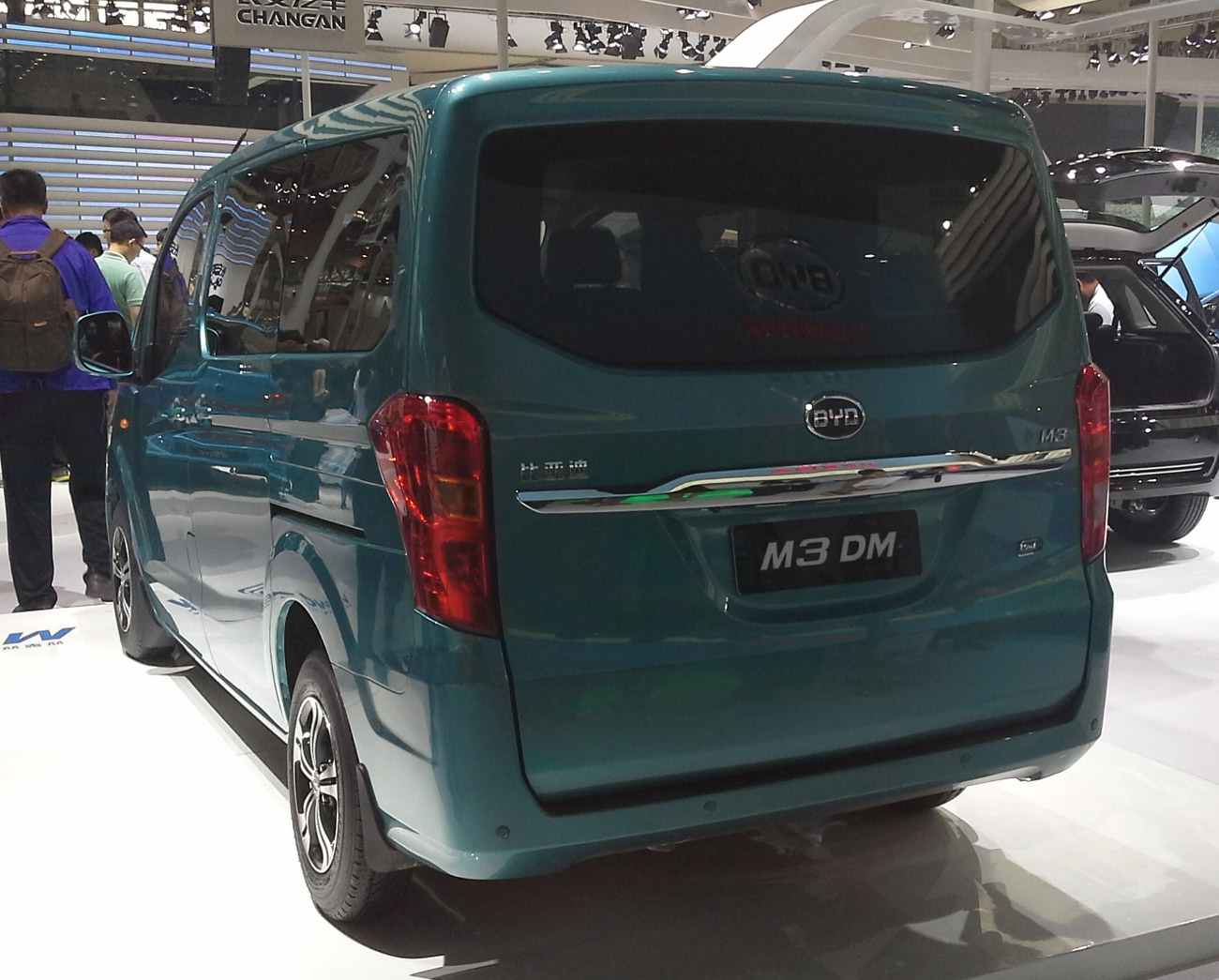
BYD M3 - tył

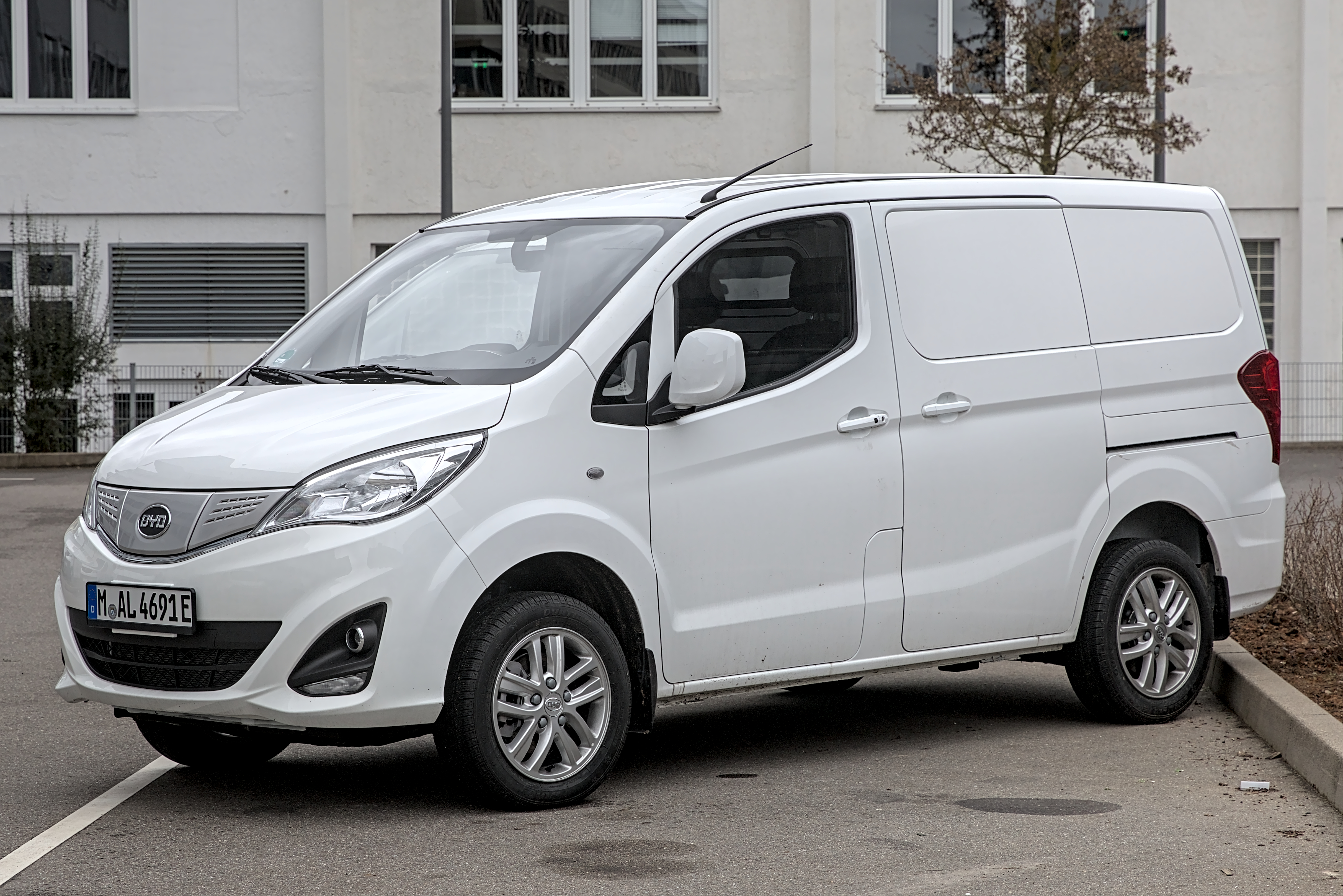
europejski BYD ETP

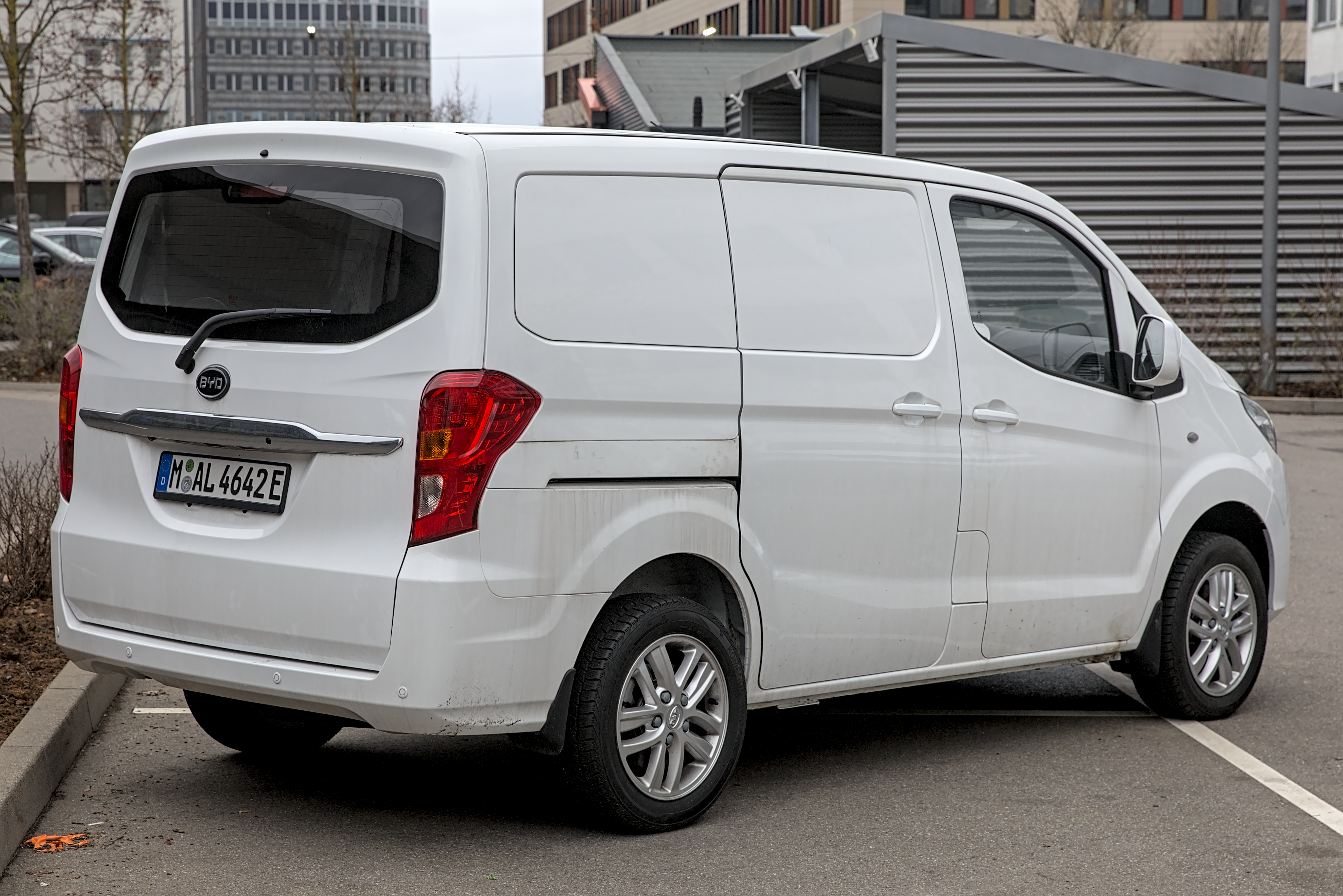
europejski BYD ETP - tył

Podczas wystawy samochodowej Beijing Auto Show w kwietniu 2014 roku BYD przedstawił nowy model kompaktowego vana w postaci przedprodukcyjnej.
M3 powstał jako odpowiedź chińskiego producenta na utrzymane w podobnej koncepcji pojazdy oferowane na rynku chińskim, z czego podobnie jak konkurencyjny Gonow Xinglang stylistyka i charakterystyczne, wąskie i wysokie nadwozie zostało silnie zainspirowane modelem Nissan NV200.

### M3 DM
BYD M3 trafił do sprzedaży zarówno w klasycznym, spalinowym wariancie napędzanym 109-konnym, 1,5-litrowym silnikiem benzynowym, jak i spalinowo-elektrycznej odmianie hybrydowej typu plug-in pod nazwą BYD M3 DM. Poza zapożyczonym ze spalinowego wariantu silnikiem benzynowym o pojemności 1,5-litra i mocy 109 KM dołączono silnik elektryczny o mocy 150 KM, łącznie rozwijając moc 259 KM i 60 kilometrów zasięgu na trybie pełni elektrycznym.

### T3
Podczas Shanghai Auto Show w 2015 roku BYD przedstawił wariant o napędzie elektrycznym pod nazwą BYD T3. W przeciwieństwie do wariantu spalinowego i hybrydowego, samochód trafił do sprzedaży także w odmianie dostawczej. Układ napędowy utworzyła bateria o pojemności 48 kWh i silnik elektryczny o mocy 219 KM, razem oferując 120 km/h prędkości maksymalnej i 250 kilometrów zasięgu na jednym ładowaniu według chińskiej procedury pomiarowej NEDC.

### Sprzedaż
Spalinowy i hybrydowy BYD M3 trafił do sprzedaży początkowo wyłącznie na rodzimym rynku chińskim, będąc produktem lokalnym przez kolejne 8 lat. Zmianie uległo to w 2021 roku, gdy początkowo z myślą o rynku norweskim samochód wyłącznie w wersji elektrycznej trafił do sprzedaży jako BYD ETP. W 2023 roku zasięg rynkowy wraz z lokalną produkcją poszerzono także o Tajlandię. W tym samym czasie dostępność w Europie powiększono o inne kraje europejskie jak Polska.

### Silniki
- R4 1.5l
- R4 1.5l Hybrid